# Herpetogramma ochrimaculalis
Herpetogramma ochrimaculalis es una especie de polilla del género Herpetogramma, categorizada en la tribu Herpetogrammatini, de la subfamilia Spilomelinae. Fue descrita por South in Leech & South en 1901.

## Descripción
Mide 24 mm de longitud.

## Distribución
Se distribuye por Asia: China y Japón.